# Buenos Aires (canção de Iz*One)
"Buenos Aires" (ブエノスアイレス, buenosu airesu) é o 2º single japonês do grupo feminino nipo-sul-coreano Iz One. Foi lançado no Japão pela EMI Records em 29 de junho de 2019. 

## Promoção
Em 3 de maio, foi revelado que Iz One lançará seu segundo single japonês chamado Buenos Aires . 
Será lançado em 16 edições: duas edições normais de CD + DVD, uma edição limitada do fã-clube WIZ*ONE CD vendido na loja oficial japonesa do IZ*ONE que vem com uma foto e participação no evento, doze edições solo de membros no CD, e uma edição do CD-BOX que inclui a edição do WIZ*ONE e todas as edições dos membros.
O teaser do videoclipe de "Buenos Aires" foi lançado em 27 de maio. 

## Videoclipe
As filmagens ocorreram em maio de 2019 em um estúdio na prefeitura de Ibaraki por dois dias. O tema do MV é "sedução". Besouros e outras plantas carnívoras também apareceram, e dança, arte e iluminação expressam a atração que surge entre convites doces e agudos. A coreógrafa foi Ruu, a mesma encarregada de coreografar "Gokigen Sayonara" (Iz One) e " No Way Man" (AKB48) . 

## Lista de músicas
Os lançamentos físicos incluem DVDs com videoclipes para a faixa-título e um lado-B. 
Todas as letras escritas por Yasushi Akimoto. 
| Tipo A |                               |                |         |  |
| N.º    | Título                        | Música         | Duração |  |
| 1.     | "Buenos Aires"                | Mirai Watanabe | 4:20    |  |
| 2.     | "Tomorrow"                    | GRP, NIYA      | 3:05    |  |
| 3.     | "Target"                      | Daisuke Mori   | 3:41    |  |
| 4.     | "Buenos Aires" (Instrumental) | Mirai Watanabe | 4:20    |  |
| 5.     | "Tomorrow" (Instrumental)     | GRP, NIYA      | 3:05    |  |
| 6.     | "Target" (Instrumental)       | Daisuke Mori   | 3:41    |  |

| DVD Tipo A |                              |         |  |
| N.º        | Título                       | Duração |  |
| 1.         | "Videoclipe de Buenos Aires" |         |  |
| 2.         | "Videoclipe de Target"       |         |  |

| Tipo B |                                                            |                |         |  |
| N.º    | Título                                                     | Música         | Duração |  |
| 1.     | "Buenos Aires"                                             | Mirai Watanabe |         |  |
| 2.     | "Tomorrow"                                                 | GRP, NIYA      |         |  |
| 3.     | "Toshishita Boyfriend" (年下Boyfriend; Namorado mais novo) | Yusuke Itagaki |         |  |
| 4.     | "Buenos Aires" (Instrumental)                              | Mirai Watanabe |         |  |
| 5.     | "Tomorrow" (Instrumental)                                  | GRP, NIYA      |         |  |
| 6.     | "Toshishita Boyfriend" (Instrumental)                      |                |         |  |

| DVD Tipo B |                                      |         |  |
| N.º        | Título                               | Duração |  |
| 1.         | "Videoclipe de Buenos Aires"         |         |  |
| 2.         | "Videoclipe de Toshishita Boyfriend" |         |  |

| Edição WIZ*ONE |                               |                |         |  |
| N.º            | Título                        | Música         | Duração |  |
| 1.             | "Buenos Aires"                | Mirai Watanabe |         |  |
| 2.             | "Tomorrow"                    | GRP, NIYA      |         |  |
| 3.             | "Human Love"                  |                |         |  |
| 4.             | "Buenos Aires" (Instrumental) | Mirai Watanabe |         |  |
| 5.             | "Tomorrow" (Instrumental)     | GRP, NIYA      |         |  |
| 6.             | "Human Love" (Instrumental)   |                |         |  |

## Distribuição de Vocais

### Buenos Aires
(Centro: Kim Minju)
- Jang Wonyoung, Sakura Miyawaki, Jo Yuri, Choi Yena, Ahn Yujin, Nako Yabuki, Kwon Eunbi, Kang Hyewon, Hitomi Honda, Kim Chaewon, Kim Minju, Lee Chaeyeon

### Tomorrow
- Jang Wonyoung, Sakura Miyawaki, Jo Yuri, Choi Yena,  Ahn Yujin, Nako Yabuki, Kwon Eunbi, Kang Hyewon, Hitomi Honda, Kim Chaewon, Kim Minju, Lee Chaeyeon

### Target
(Centro: Ahn Yujin)
- Sakura Miyawaki, Ahn Yujin, Kwon Eunbi, Kang Hyewon, Kim Minju, Lee Chaeyeon

### Toshishita Boyfriend
(Centro: Kim Chaewon)
- Jang Wonyoung, Jo Yuri, Choi Yena, Nako Yabuki, Hitomi Honda, Kim Chaewon

### Human Love
- Jo Yuri, Ahn Yujin

## Desempenho nas paradas
| Tabela Musical (2019) | Melhor posição |
| --------------------- | -------------- |
| Japão (Japão Hot 100) | 1              |
| Japão (Oricon)        | 1              |

## Certificações e vendas
| Região                                                                                                  | Certificação | Vendas  |
| --- | ------------ | ------- |
| Japão (RIAJ)                                                                                            | Platina      | 250,000 |
| *números de vendas baseados somente na certificação ^números de vendas baseados somente na certificação |              |         |